# José Palacio Iglesias
José Palacio Iglesias, conocido también como Pepe Palacio y artísticamente como Chiquilín (Villaviciosa, 1941) es un payaso, artista de circo y gestor cultural español, fundador y presidente de la Unión de Profesionales y Amigos de las Artes Circenses (UPAAC), asociación que recibió en 2015, el Premio Nacional de Circo.Recibió la Medalla de Oro al Mérito en las Bellas Artes 2023 del Ministerio de Cultura.

## Trayectoria
Palacio inició su andadura como artista en el Circo Price ubicado en la Plaza del Rey de Madrid. Además de payaso, fue jefe de pista y presentador, y trabajó con artistas destacados del mundo del circo, nacionales e internacionales. Con el Price, en su versión itinerante, dirigido por Juan Carcellé y luego por Arturo Castilla, Palacio estuvo de gira actuando por España. Entre 1990 y 2004, colaboró con Miliki y Rita Irasema, en Los payasos de la Tele.
Fundó en 2004 y preside desde entonces la Unión de Profesionales y Amigos de las Artes Circenses (UPAAC), una asociación sin ánimo de lucro compuesta por artistas, profesionales e interesados por el circo, que busca potenciar y reivindicar el sector, realizando diferentes actividades entre las que destacan, el Encuentro Anual de Familias y Amigos del Circo, los reconocimientos que otorgan a diferentes artistas de circo por su trayectoria, y su revista gratuita semestral, Los comentarios de Chapitó. La UPAAC forma parte de la Unión de Asociaciones Empresariales de la Industria Cultural Española.
Palacio luchó para que en Madrid se construyera un nuevo circo estable y se mantuviera viva la memoria del antiguo Price. En 2011, formó parte del Foro Estatal del Circo para la elaboración del Plan General del Circo promovido por el Ministerio de Cultura, a través del Instituto Nacional de las Artes Escénicas y de la Música, en el que se establecieron objetivos estratégicos para el período 2011-2015 y se acordaron medidas para convertirlos en realidad.
La UPAAC ganó en 2015, el Premio Nacional de Circo, concedido por el Ministerio de Educación y Cultura, por «propiciar el encuentro de la profesión de ayer, de hoy y de siempre; por el reconocimiento que otorga a las más consolidadas trayectorias circenses, y por la voluntad de diálogo entre las diferentes realidades del circo y las instituciones».
Palacio colaboró junto a otros expertos del circo, en la investigación para el espectáculo: Miss Mara. Quien se reserva no es artista, que bajo la producción del Teatro Circo Price de Ronda de Atocha, la dirección de la compañía Teatro en Vilo y la participación de la actriz Fátima Baeza, se presentó en 2019 como homenaje a la trapecista española, Miss Mara. Como parte de la agenda, también asistió al coloquio-homenaje que se llevó a cabo en el distrito de Moratalaz. En abril de este mismo año, Palacio y el payaso Alfonso Jiménez, protagonizaron Conversación con dos payasos, un coloquio que se realizó en el Price con el objetivo de  conocer la evolución del arte del clown y encontrar puntos de encuentro entre dos generaciones.
Durante su andadura y a través de la UPAAC, Palacio es un interlocutor que actúa a favor de causas relacionadas con los artistas y el espectáculo circense, tales como: el proyecto Ciudades Amigas del Circo, la aprobación de una legislación que regule los derechos de los artistas del sector, la solicitud de revisión de los impuestos que gravan la cultura, el resguardo de los fines de los espacios de circo como el Price, la defensa por la prohibición de los animales en los circos, el adherirse a las celebraciones que homenajean la labor circense o la participación junto con otros organismos para definir criterios de gestión de las diferentes expresiones culturales y artísticas.
Además, ha formado parte del jurado de diversos reconocimientos dedicados a la temática de circo, como los Premios Villa de Madrid, o el Premio Nacional de Circo, en diferentes ocasiones.
En 2023 recibió la Medalla de Oro al Mérito en Bellas Artes del Ministerio de Cultura, una distinción a la trayectoria de profesionales que han destacado en el fomento, difusión o creación en las bellas artes.

## Obra

### Revistas
- Desde 2004 - Los comentarios de Chapitó, publicación semestral de la Unión de Profesionales y Amigos de las Artes Circenses. Madrid.

### Narrativa
- 2011 - Premios nacionales de circo 1954-2011. U.P.A.A.C. La Fábrica de Libros. Madrid. ISBN 978-84-939405-2-2.[33]
- 2013 - J. Carcellé, el Circo Price y sus artistas. Unión de Profesionales y Amigos de las Artes Circenses. Madrid.[34]
- 2015 - Secuencias de la vida de un payaso, Pepe Tonetti. Prólogo de David Larible. Unión de Profesionales y Amigos de las Artes Circenses y INAEM. Madrid[35][36]

### Curaduría
- 2018 - Historia del circo moderno. Conmemoración del 250 aniversario del circo moderno 1768-2018, exposición en Matadero Madrid. Comisariada en conjunto con Javier Jiménez, la Unión de Profesionales y Amigos de las Artes Circenses y la Asociación de Profesionales, Artistas y Creadores de Circo de Madrid.[37][38]